# Monster Mine
Monster Mine est un jeu pour Thomson MO5 réalisé et commercialisé par France Image Logiciel en 1986, et écrit entièrement en BASIC (à l'exception de la page de présentation, qui est écrite en assembleur). Il s'agit d'un variante de Mastermind.

## Système de jeu
Le but du jeu est de reconstruire un visage monstrueux en combinant différents objets ; le joueur dispose de vingt essais au maximum.
Il existe 4 niveaux de difficultés : il peut y avoir de deux à cinq sortes d'objets dans la combinaison. Le programme indique le nombre d'objets bien placés et le nombre d'objets utiles, c'est-à-dire présent dans la combinaison mais mal placés.